# Ungmö på semester
Ungmö på semester (franska: La Vieille Fille) är en fransk-italiensk komedifilm från 1972 i regi av Jean-Pierre Blanc.

## Utmärkelser
Filmen vann Silverbjörnen för bästa regi vid filmfestivalen i Berlin 1972.

## Roller (urval)
- Annie Girardot – Muriel
- Philippe Noiret – Gabriel
- Marthe Keller – Vicka
- Michael Lonsdale – Monod
- Édith Scob – Edith
- Catherine Samie – Clotilde
- Jean-Pierre Darras – Sacha
- Albert Simono – Daniel
- Maria Schneider – Mome